# 綠弄蝶
綠弄蝶（學名：Choaspes benjaminii，又名雅綠翅弄蝶、大綠弄蝶、青翅挵蝶）是屬於弄蝶科的一種蝴蝶，是綠弄蝶屬的一種，也是其模式種。廣泛分佈於東洋界大陸地區及大陸性島嶼，模式產地為印度南部之尼爾吉里丘陵。生境為低至中海拔地區（0-2500米）的常綠闊葉林，活躍於朝夕時分。翅膀呈深藍綠色，後翅臀角有明顯橙紅斑，配有黑斑。

## 分佈
中國（河南、陝西、甘肅、浙江、湖北、江西、福建、廣東、海南、廣西、四川、貴州、雲南、香港）、台灣、日本、印度、尼泊爾、緬甸、越南、泰國、斯里蘭卡、菲律賓、馬來西亞、印度尼西亞。

## 形態

### 幼期
卵表面有明顯縱稜及細微橫紋。幼蟲體色及斑紋會隨齡期改變，但頭殼上都有明顯的黑色圓斑。1-3齡幼蟲頭殼黃至橙色，有黑色斑點，體色以黃綠色為主，中間鑲嵌紅棕色橫紋。終齡幼蟲頭殼橙紅色，尾暗紅色，體表有黑黃相間橫帶。蛹白色，前翅黑斑橢圓，鼻狀突粗短、末端較鈍。

### 成蟲
觸角長14.5-15.0毫米，深褐色，棒部逐漸變粗，漸變狹，端突直伸或稍彎曲，頂尖。下唇鬚第1，第2節下方披黃色長毛，中間有1縱列黑色毛帶；第2節粗；第3節長而細小，呈黑褐色，指狀向前伸。胸部背側覆藍褐色長毛，腹部腹面有橙黃色斑紋。雌雄翅膀斑紋相似，前翅翅形近三角形，外緣稍微呈弧形。後翅頗圓，臀區有一葉狀突。
雄蝶前翅長23.0-26.5毫米。前翅正面基部藍綠色，有金屬光澤，向外逐漸加深呈黑色，翅面顏色不一致，無斑紋；腹面前半部綠色，Cu2脈後灰褐色，翅脈黑色。後翅基部淺灰褐色，向外緣逐漸加深呈褐色，臀角沿外緣有橙黃或橋紅色的斑帶，該斑帶在2a室和cu1室間向內突出；腹面綠色，翅脈黑色，臀角區橘紅色，該區內緣有黑色斑紋，黑色斑紋外連有1道不規則帶紋，cu1室的2個黑斑在Cu1脈與Cu2脈中間。特徵在於後翅腹面橘紅色的臀角區cu2室端的黑斑與2A脈後方的大黑斑被橘紅色翅脈分開。前、後翅外緣毛褐色。
雄外生殖器背兜前端平截，背面觀背兜與鉤形突間有1箭頭形透明區。鉤形突背面觀錐形，末端鈍。顎形突發達，彎曲成鉤狀。囊形突短粗。抱器端二瓣型，背瓣與端瓣間有小的三角形凹入，部分重疊，背瓣端部鈍圓，向後伸，端瓣頂端向上伸呈三角形，頂尖，端下緣平截。抱器瓣內側近上緣有1狹片，伸向下方。陽莖短小而直。
雌蝶前翅長23-28毫米，翅面底色較雄蝶暗色，藍綠色長毛與底色的對比較顯著。雌外生殖器肛乳突三角形。後陰片後緣V形凹入，中間有小缺刻。囊導管膜質，逐漸加粗。交配囊近圓球狀，無囊形突。

## 習性

### 幼期
剛孵化幼蟲會先取食卵殼，然後進食嫩葉。長大後可以吃成熟葉。幼蟲獨居，除進食外，都會躲藏在葉包内。剛孵化的幼蟲會在葉緣切下一個與自己體長差不多的橢圓形葉片，並吐絲將葉片捲向葉上表面，幼蟲停棲在切下的葉片。
2齡幼蟲則在葉尖處製作餃子狀蟲巢，蟲巢具有可通行的前門、供尾部排便的後門及讓巢內空氣流通的通氣孔（氣窗）。4齡及終齡幼蟲體型頗大，所以會在成熟葉片上築巢，新蟲巢結構較長，沒有通氣孔，大幼蟲會將蟲巢與葉片連接處的葉片中肋咬傷，使得蟲巢乾枯下垂，幼蟲在蟲巢內部中肋咬傷處及葉柄上吐絲，加強巢的強度及耐用性。終齡蟲會在蟲巢內化蛹，有時則是爬離寄主至地面落葉中找尋化蛹處，冬季以大幼蟲形態越冬翌年春季吃胖後才化蛹。
幼蟲的寄主植物包括：
| 植物物種           | 植物物種          | 植物物種                        | 取食地區 | 取食地區 | 取食地區 | 取食地區 |
| 植物物種           | 植物物種          | 植物物種                        | 中國     | 台灣     | 香港     | 日本     |
| ------------------ | ----------------- | ------------------------------- | -------- | -------- | -------- | -------- |
| 清風藤科 Sabiaceae | 清風藤屬 Sabia    | 鐘花清風藤 S. campanulata       | ✓        |          |          |          |
| 清風藤科 Sabiaceae | 清風藤屬 Sabia    | 清風藤 S. japonica              | ✓        |          |          |          |
| 清風藤科 Sabiaceae | 泡花樹屬 Meliosma | 紫珠葉泡花樹 M. callicarpifolia |          | ✓        |          |          |
| 清風藤科 Sabiaceae | 泡花樹屬 Meliosma | 香皮樹 M. fordii                | ✓        |          | ✓        |          |
| 清風藤科 Sabiaceae | 泡花樹屬 Meliosma | 丈八島泡花樹 M. hachijoensis    | ✓        |          |          |          |
| 清風藤科 Sabiaceae | 泡花樹屬 Meliosma | 萊泡花樹 M. lepidota            | ✓        |          |          |          |
| 清風藤科 Sabiaceae | 泡花樹屬 Meliosma | 異色泡花樹 M. myriantha         | ✓        |          |          |          |
| 清風藤科 Sabiaceae | 泡花樹屬 Meliosma | 羽葉泡花樹 M. pinnata           |          | ✓        |          |          |
| 清風藤科 Sabiaceae | 泡花樹屬 Meliosma | 硬刺泡花樹 M. pungens           | ✓        |          |          |          |
| 清風藤科 Sabiaceae | 泡花樹屬 Meliosma | 漆葉泡花樹 M. rhoifolia         | ✓        | ✓        |          |          |
| 清風藤科 Sabiaceae | 泡花樹屬 Meliosma | 筆羅子 M. rigida                | ✓        | ✓        | ✓        | ✓        |
| 清風藤科 Sabiaceae | 泡花樹屬 Meliosma | 單葉泡花樹 M. simplicifolia     |          | ✓        |          |          |
| 清風藤科 Sabiaceae | 泡花樹屬 Meliosma | 樟葉泡花樹 M. squamulata        |          | ✓        |          | ✓        |
| 清風藤科 Sabiaceae | 泡花樹屬 Meliosma | 泰泡花樹 M. tenuis              | ✓        |          |          | ✓        |
| 清風藤科 Sabiaceae | 泡花樹屬 Meliosma | 翁泡花樹 M. ungens              | ✓        |          |          |          |
| 清風藤科 Sabiaceae | 泡花樹屬 Meliosma | 雲南泡花樹 M. yunnanensis       | ✓        |          |          |          |
| 豆科 Fabaceae      | 含羞草屬 Mimosa   | 含羞草 M. pudica                | ✓        |          |          |          |

### 成蟲
一年多代，春夏秋季可見。出沒於森林、林緣、河川平原和山區闊葉林；在較寒冷地區見於沼澤地森林，在溫暖地區亦可見於海岸森。成蝶飛行快速，活動時間偏好晨昏或陰天，陽光較強時會停棲在植物葉片下方。好訪花，但訪花時間短且飛行速度快。雄蝶有在地面吸水和糞便的習性。雌蝶會把卵散產在寄主嫩葉下面。

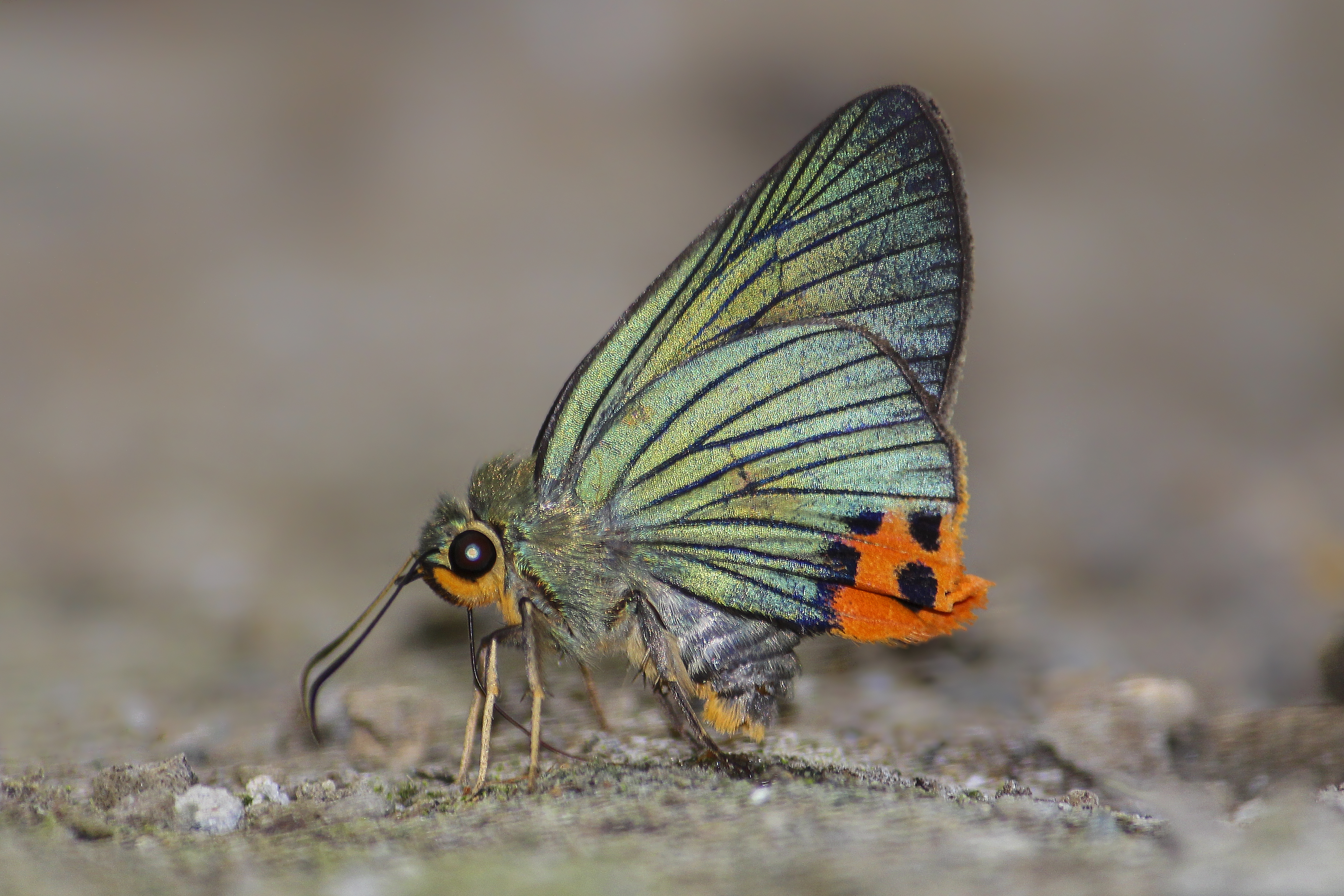
吸水
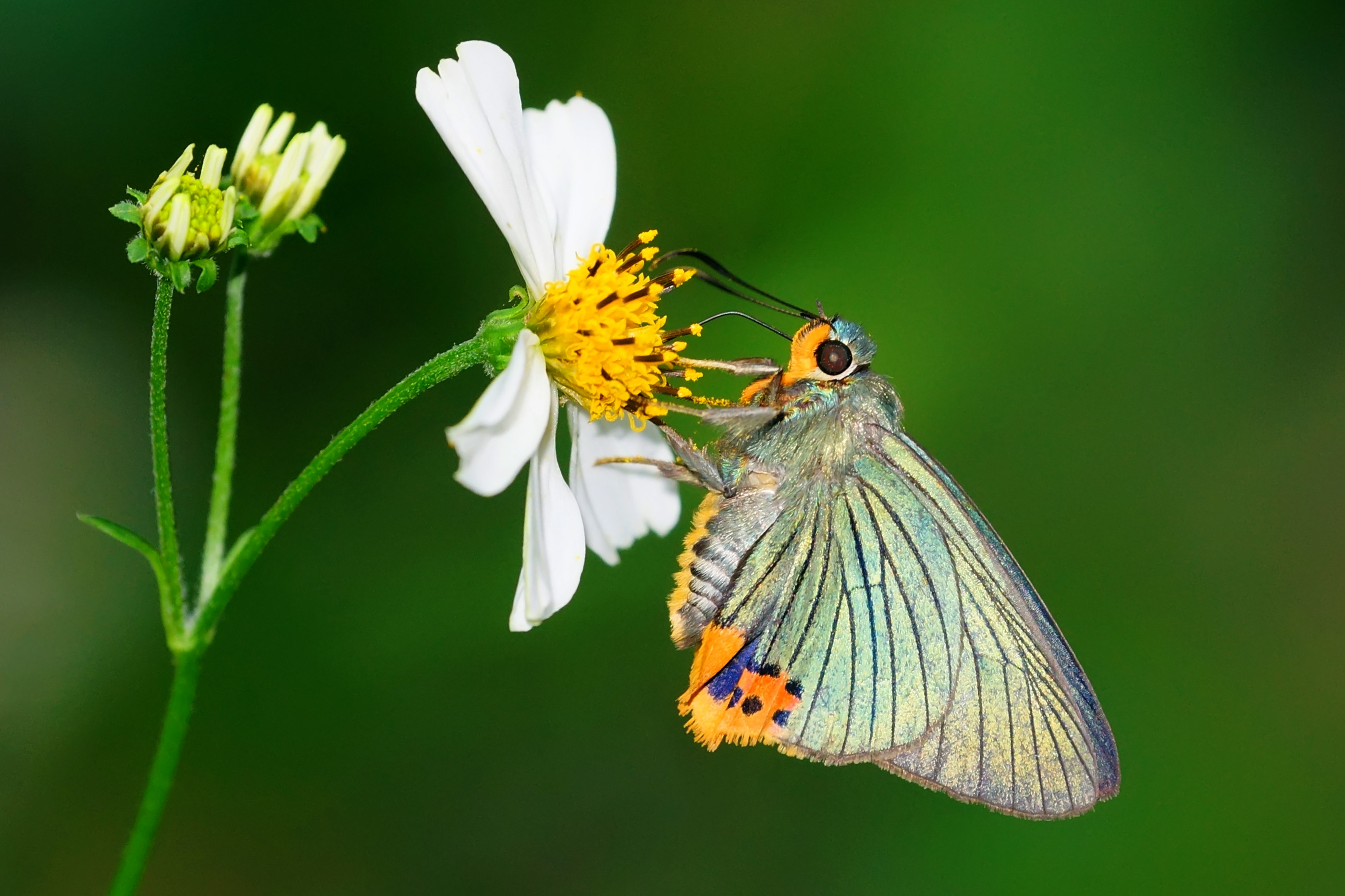
訪花
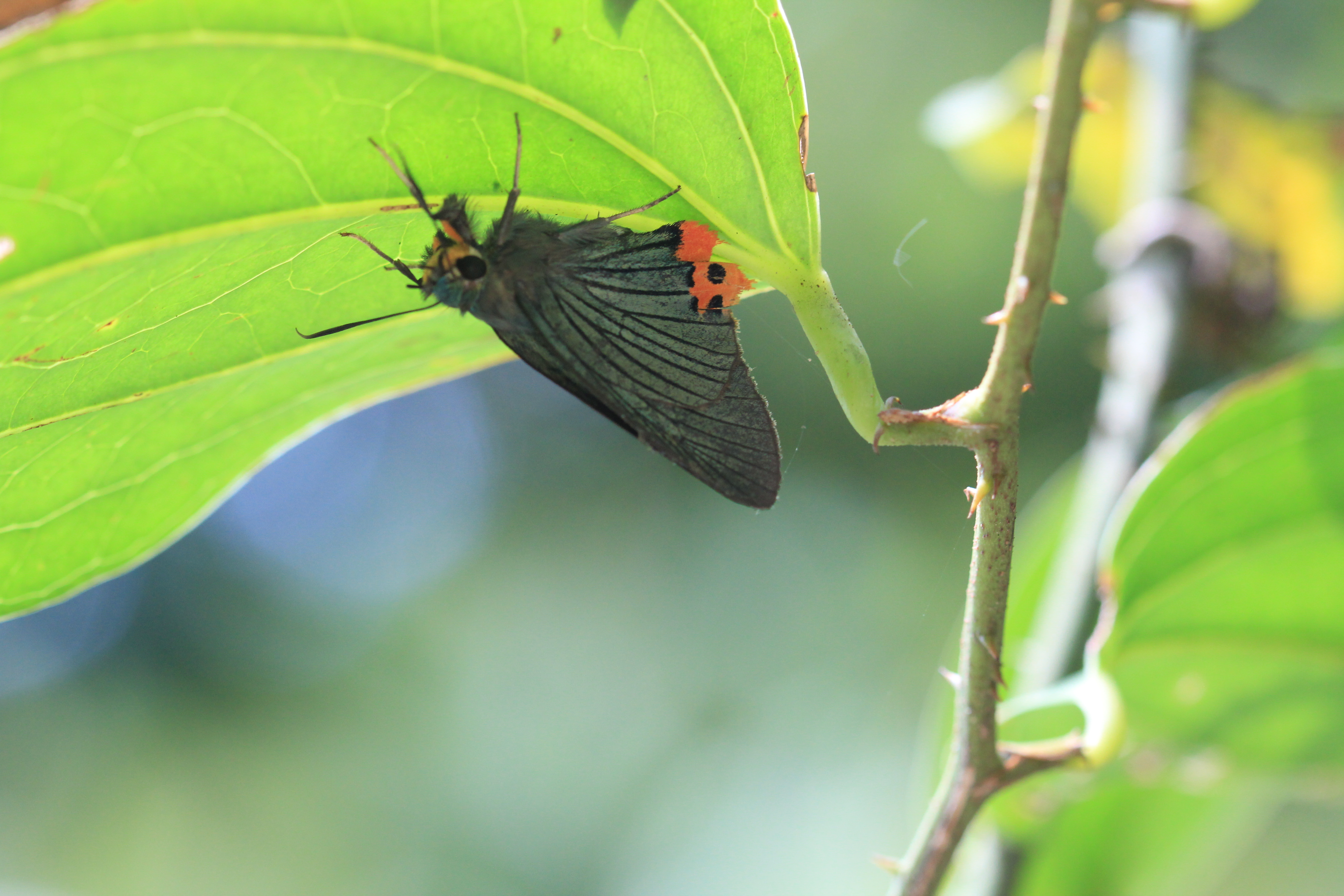
葉底停棲

## 亞種
- C. b. flavens —— 分佈於馬來西亞[10]
- C. b. formosana —— 台灣亞種，分佈於台灣[11]
- C. b. japonica —— 日本亞種，分佈於印度、中國、日本及中南半島各地[12]
- C. b. pallida[13]

## 文獻
- Moore, 1878, A list of the Lepidopterous Insects collected by Mr. Ossian Limborg in Upper Tenasserim, with Descriptions of new Species Proc. zool. Soc. Lond. 1878 (4): 841
- Moore, [1881], The Lepidoptera of Ceylon Lepid. Ceylon 1 (4): 159, pl. 64, f. 1a-b
- Lewis, 1974. Butterflies of the World: pl. 186, f. 7
- Bascombe, M.J., Johnston, G., Bascombe, F.S. 1999. The butterflies of Hong Kong. Academic Press. （英文）
- 楊建業, 饒戈. 2002. 香江蝶影. 萬里機構萬里書店出版 （繁體中文）

## 外部連結
- 维基共享资源上的相關多媒體資源：綠弄蝶
- 維基物種上的相關：綠弄蝶
- 綠弄蝶 （页面存档备份，存于） - 香港鱗翅目學會 （繁體中文）
- Choaspes benjaminii （页面存档备份，存于） - Catalogue of Life （英文）
- Choaspes benjaminii （页面存档备份，存于） - funet.fi